# Ponte San Giovanni (Perugia)
Ponte San Giovanni (Pon San Giovanni in dialetto perugino) è una frazione del comune di Perugia (PG).
È sede principale della Sede Territoriale n.3: Tiberina Sud del Comune di Perugia. Dagli anni '70 in poi la frazione ha vissuto un forte aumento demografico, che l'ha portata ad essere tra le più popolose della città.
Geograficamente situato al limite sud-est del territorio di Perugia (circa 7 km dal centro cittadino), a circa 180 m s.l.m., il fiume Tevere ne traccia il confine con il limitrofo comune di Torgiano. Il territorio è suddiviso in una parte pianeggiante, attorno all'alveo fluviale, ed in una parte collinare, a segnare i primi contrafforti del colle di Perugia.
L'uso di abbreviare il nome del paese è documentabile sicuramente dal periodo dell'occupazione francese di inizio 1800, dove in una lettera ufficiale indirizzata ad un cittadino viene indicata come "contrada P.S.G.". Anche adesso accade sovente in ambito trasportistico. Gli abitanti sono indicati con il nome di ponteggiani.
È discussa la sua qualificazione come "quartiere" della città di Perugia, per ragioni non solo di geografia urbana ma anche storico-culturali.

## Storia
La più consistente traccia di insediamento storico risale al periodo etrusco: da annoverare la tomba ipogea di Arunte Volumnio (Arnth Velimna Aules, in etrusco) situata nella Necropoli del Palazzone (VI-V secolo a.C.), vasta area archeologica che presenta un gran numero di tombe sotterranee ed un museo che raccoglie urne ed altre vestigia reperite in loco. La zona di Ponte San Giovanni rappresentava, infatti, il punto di contatto lungo il fiume Tevere tra i territori degli Etruschi (a nord) e degli Umbri (a sud).
Durante il periodo romano la zona era nota a livello termale, mentre intorno all'anno 1000 viene fondata la prima parrocchia cristiana, con il nome di Plebs Sancti Joannis Baptistae in Campo (con questo nome è citata in un diploma del Barbarossa nell'anno 1163).

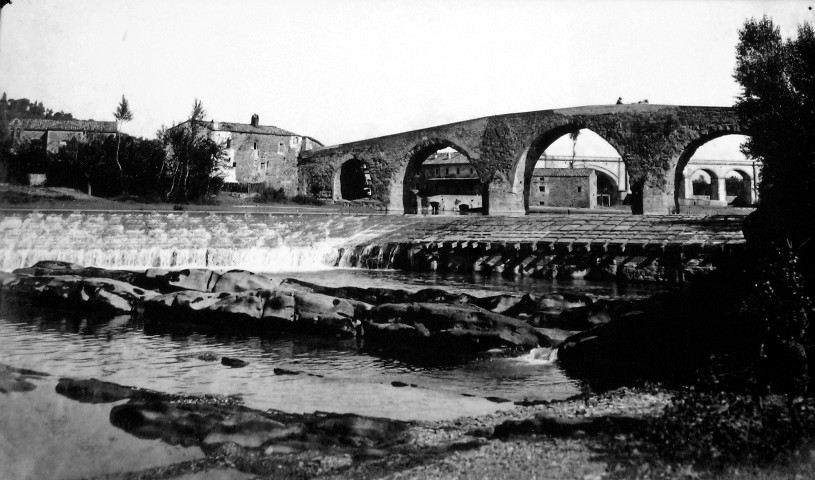
Il Ponte Vecchio, così come appariva prima che venisse distrutto dalle mine dei tedeschi in ritirata.

Durante la guerra tra Perugia e Assisi, San Francesco fu fatto prigioniero a Ponte San Giovanni nel 1202.
L'insediamento collinare viene ben presto affiancato, a partire dalla metà del XV secolo, da un insediamento in pianura, vicino al ponte sul fiume Tevere, dotato di una parrocchia autonoma (San Bartolomeo); da questo si svilupperà l'attuale nucleo del paese.
Col nome di Ponte San Gianni, il paese comincia ad essere presente nei documenti ufficiali del Libero Comune di Perugia, dapprima, e dello Stato della Chiesa, poi.
Il primigenio borgo rurale ha subito, nella seconda metà del 1800, un forte sviluppo grazie alla costruzione della ferrovia. La stazione di Ponte San Giovanni è diventata subito un nodo del trasporto su rotaia di tutta l'Umbria.
Nel 1944, durante la II guerra mondiale, i bombardamenti alleati distrussero a più riprese gran parte delle costruzioni del paese, le antiche logge, la vecchia chiesa di S. Bartolomeo, la stazione ferroviaria ottocentesca. Il 17 giugno 1944, due giorni prima dell'arrivo degli alleati, i soldati tedeschi in ritirata minarono il basso-medievale ponte Vecchio, ponte sul fiume Tevere, a schiena d'asino, ricostruito nell'anno 2000,  completamente diverso dall'originale.
Per un paio di anni, un ponte Bailey (ponte bellico a montaggio e smontaggio rapido che prende il nome dell'inventore) sostituì il distrutto ponte vecchio: oggi, alcune parti di tale costruzione metallica sono ancora osservabili a Casalina, frazione di Deruta, dove il ponte fu usato fino al 1999 per l'attraversamento del fiume Tevere (poi sostituito da un moderno ponte in cemento).

## Monumenti e luoghi d'interesse

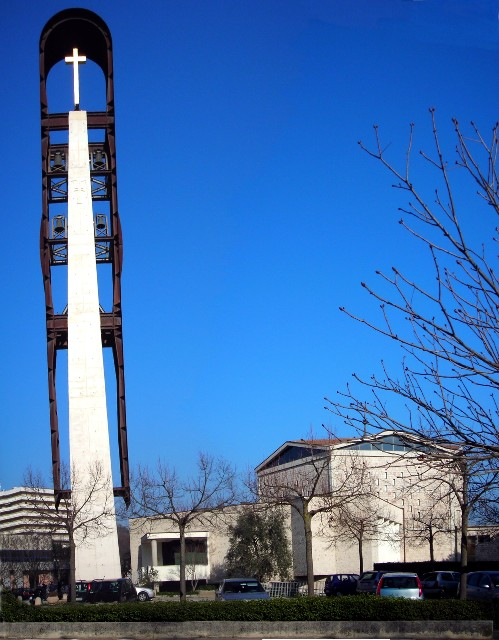
La chiesa di San Bartolomeo, con il nuovo campanile.

- Casetta Piceller (XIX secolo), a fianco della superstrada E45 tra Ponte San Giovanni e Collestrada. L'antiquario Piceller inglobò una edicola medievale preesistente in questa 'casina', utilizzando uno stile quattrocentesco;
- Chiesa di San Giovanni Battista in Pieve di Campo (metà '700), in stile barocco;
- Cappella di Sant'Anna (inizio XIII secolo), sulla strada per Ponte Valleceppi;
- Chiesa del Palazzone (1694), con una interessante facciata pre-barocca, lungo la strada per Piscille;
- Chiesa del Tufo (1608) e Cappella del Bassettone (1625), situate all'inizio della salita di San Girolamo, la strada più breve che congiunge Ponte S. Giovanni all'acropoli di Perugia;
- Nuova chiesa di S. Bartolomeo (anni '60), con un campanile (1991) in calcestruzzo e acciaio corten (acciaio ossidato);
- Chiuse sul fiume Tevere (2006), originariamente di epoca medievale, ora ristrutturate e trasformate in vere e proprie dighe per la produzione di energia idroelettrica;
- Parrocchia di San Cristoforo in Balanzano (1965 circa) è fra tutte le altre chiese del territorio la più recente. Nel 2014 è stata interessata da svariati lavori: costruzione del campanile, sistemazione area esterna ed un notevole ampliamento dell'edificio.
- Fonte storica di Pieve di Campo: la tradizione vuole che san Francesco la utilizzò quando venne condotto prigioniero a Perugia o, comunque, quando percorreva la strada tra Assisi e Perugia. Le virtù dell'acqua che sgorgava dalla fonte erano ben note alla popolazione del circondario, fin quando (circa 1990) l'urbanizzazione della collina di Monte Vile non ne causò l'inquinamento;
- Ipogeo dei Volumni, nella località detta del Palazzone, una necropoli etrusca;
- Nuovo Ponte Vecchio (giugno 2000), costruito in legno strutturale e cemento, in prossimità del vecchio ponte sul Tevere;
- Parco Bellini, i giardini pubblici, con una fontana multivasca in stile moderno, rappresentante i quattro centri abitati della circoscrizione: Pieve di campo, Balanzano, Collestrada e Ponte San Giovanni;
- Ansa degli Ornari, pregevole area fluviale del Tevere nel tratto verso Ponte Valleceppi. Affiancata da una piccola area umida, è popolata da diverse specie di uccelli;
- Macchia Baldeschi, collina ricoperta da un fitto bosco di alti alberi secolari.

## Economia

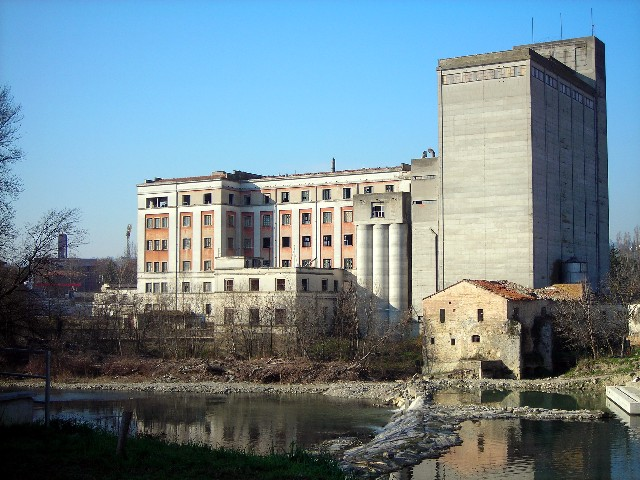
Lo stabilimento dismesso del Pastificio Ponte, abbattuto il 4 luglio 2009.

Lo sviluppo demografico è andato di pari passo con lo sviluppo delle attività industriali, commerciali e, più recentemente, dei servizi. Industrialmente, Ponte S. Giovanni si è sviluppato attorno al molino/pastificio, situato sulla sponda destra del Tevere, nel quartiere Pontevecchio, e costruito dai Bonaca nel 1874. A partire dai primi del '900, il pastificio Ponte ha ampliato la sua notorietà e il marchio della Pasta Ponte è diventato conosciuto a livello nazionale. Tutto ciò si è interrotto il 12 giugno 1990, quando un disastroso incendio ha distrutto i tre quarti degli stabilimenti: il pastificio, costretto a dismettere la sua tradizionale produzione, è sopravvissuto ancora solo per qualche anno. Il 4 luglio 2009, infine, anche l'ultimo edificio rimasto è stato abbattuto per fare spazio alla riqualificazione dell'area. Dal 1999 il marchio Ponte è di proprietà del gruppo Colussi, con sede operativa nella vicina Petrignano d'Assisi, che lo utilizza esclusivamente sui mercati esteri.
A parziale compensazione di questa perdita, lo sviluppo della zona industriale del Molinaccio ha consentito l'allontanamento della condizione di quartiere-dormitorio. Tra le principali attività industriali, di risonanza regionale, annoveriamo la centrale del latte della città di Perugia, il mattatoio comunale, la lavanderia industriale Schultz, l'industria chimica SACI, l'industria di surgelati Pronto Green ed un centro di stoccaggio dell'ex-pastificio Ponte.
Dagli anni trenta fino agli anni settanta, la sala da ballo e discoteca "Lido Tevere" è stata una delle più note nel comprensorio perugino; situata nel quartiere Pontevecchio, fungeva da vera e propria spiaggia sull'invaso generato dalle chiuse del Tevere.
Anche l'agricoltura è sviluppata ed alcune aziende locali riforniscono il mercato ortofrutticolo del comprensorio perugino. Proprio in tal senso, il mercato ortofrutticolo generale della città di Perugia sarà spostato verso la zona industriale di Ponte San Giovanni. 
Il settore terziario è andato sviluppandosi nell'ultimo decennio, con la presenza di un ingente numero di uffici e banche. Gran parte dello sviluppo economico/industriale è dovuto al fatto che il paese è cresciuto attorno al nodo viario/ferroviario della città di Perugia: la superstrada E45 (Orte-Ravenna) si incrocia con il raccordo autostradale Perugia-Bettolle e con la superstrada Perugia-Spoleto. Inoltre, la stazione ferroviaria serve la linea nazionale Foligno-Terontola e la linea regionale FCU (Terni-Sansepolcro). Dal punto di vista delle attività commerciali, Ponte San Giovanni ospita il centro commerciale più grande dell'Umbria.
Negli anni '10 del XXI secolo Ponte San Giovanni è stato il teatro di una scoperta che ha sconvolto Perugia: la Guardia di Finanza ha posto sotto sequestro una vasta area nella cui costruzione erano coinvolte imprese collegate alla camorra. Da quando, a seguito dell'indagine, vi apparve una enorme scritta visibile dalla tangenziale, il gigantesco edificio che si staglia lungo via Adriatica, rimasto incompiuto, è noto come Hotel Gomorra. Nel 2014, durante l'operazione Quarto passo dei carabinieri del ROS di Reggio Calabria, vengono arrestate a Ponte San Giovanni 61 persone presunte affiliate al Locale di Cirò accusate di associazione di tipo mafioso e sequestrati beni del valore di 30 milioni di euro.

## Il territorio
Il territorio di Ponte San Giovanni è compreso nella Sede Territoriale n.3: Tiberina Sud del Comune di Perugia, assieme alle località di Balanzano e Pieve di Campo. 
È complessivamente diviso in tre zone: il tratto ferrato FCU-FS (che corre in direzione est-ovest a Ponte San Giovanni si unifica per alcune centinaia di metri) divide il centro pianeggiante di Ponte San Giovanni propriamente detto (a sud della linea) dalle zone collinari di Pieve di Campo e Montevile (a nord), dalle quali salgono verso l'acropoli la SS75 bis col nome di via Assisana e la strada Montevile, alternative alla tangenziale. A dividere invece il suddetto centro del quartiere dalla zona di Balanzano e dalla sua vasta zona industriale è invece lo snodo E45-RA06-SS75 che si sviluppa in direzione est-ovest per circa quattro chilometri lungo i quali è costeggiato di fabbricati, fra cui la Casina Piceller.

### Balanzano

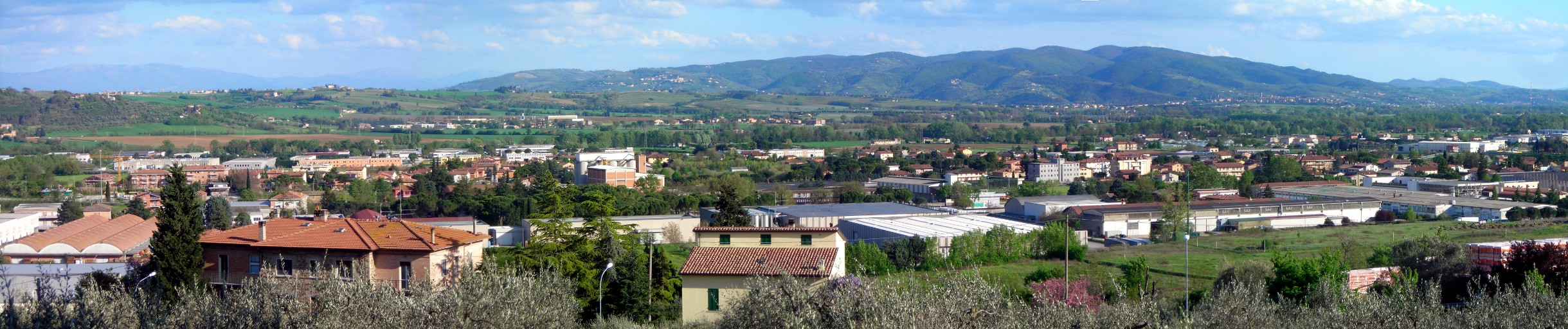
Panorama del quartiere di Balanzano.

È una località (sulle insegne stradali indicata come quartiere) situata al confine ovest della circoscrizione, popolata da circa 2.000 abitanti. A livello toponomastico, un'uscita della superstrada SS 3 Bis la rende nota ai visitatori dell'Umbria; il toponimo in sé è legato alla strada Balanzano, prolungamento della strada Ferrini che scende dal colle di Perugia (all'incirca dalla zona del quartiere Pallotta) per giungere fino al Tevere. Nel mese di giugno vi si svolge la Sagra dell'ortolano, all'interno dell'Area Verde di Balanzano.

### Pieve di Campo

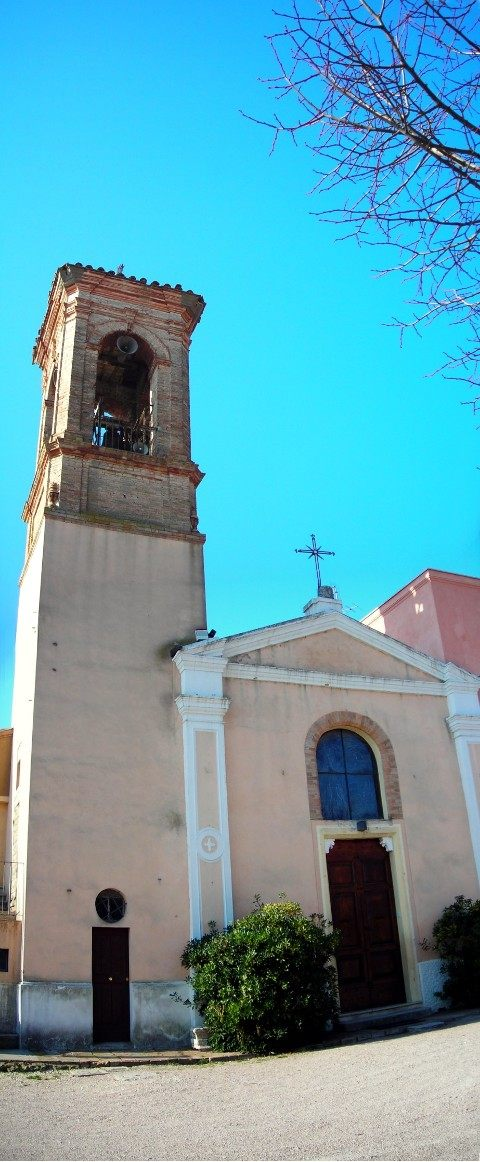
La chiesa di San Giovanni Battista, a Pieve di Campo.

Sviluppatasi attorno alla zona della fonte di san Francesco e della chiesa, in posizione dominante rispetto all'antico borgo di San Giovanni affacciato sul Tevere, Pieve di Campo si adagia sul contrafforte della collina di Montevile: il luogo è rinomato per l'ottimo panorama sulla media Valtiberina, di cui godono praticamente tutte le abitazioni. Il campanile adiacente alla Chiesa parrocchiale risale al 1829.

## Cultura

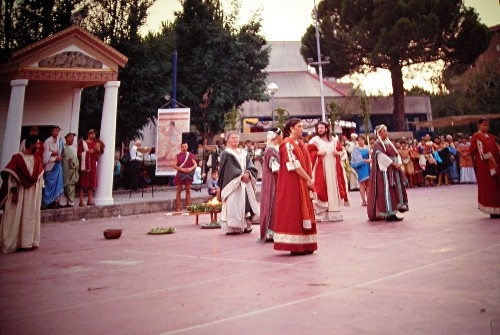
Una rievocazione storica degli usi e costumi degli antichi etruschi

A Ponte San Giovanni si trovano la Biblioteca Biblionet ed alcune associazioni dedite alla diffusione della cultura musicale e teatrale.
Alcune manifestazioni sono legate al nome del paese. Il Settembre Ponteggiano è stata una delle prime sagre annuali ad essere svolte nel comprensorio perugino: dopo aver raggiunto la massima popolarità verso la fine degli anni settanta, ora non si svolge più con regolarità e, comunque, non con lo stesso nome. Da ricordare anche, sempre di settembre, la manifestazione Velimna: gli etruschi del fiume, una sorta di appuntamento culturale e gastronomico che vuole ricordare le radici etrusche dell'insediamento, testimoniate dalla presenza dell'Ipogeo dei Volumni e della Necropoli del Palazzone. La festa è arricchita da una sfilata storica in costume e da una cena "alla etrusca" sul Ponte Vecchio.
Un'altra manifestazione è SAREMO AL CENTRO (già SAREMO AL C'ENTRO), un concorso artistico e musicale che richiama, generalmente a giugno, un nutrito numero di giovani musicisti dall'Umbria e dalle regioni limitrofe .

## Infrastrutture e trasporti

### Strade
Ponte San Giovanni è costeggiata dalla SS 3 bis (che ha uno svincolo che serve il centro abitato). A Ponte San Giovanni ha poi inizio, dall'intersezione con la E45, il raccordo autostradale 6 Perugia-Bettolle, che fino a Corciano funge da tangenziale sud di Perugia. Infine, sempre nei pressi di Ponte San Giovanni, più precisamente sotto il borgo medievale di Collestrada, inizia la SS 75 Centrale Umbra, che termina a Foligno innestandosi con la SS 3 Flaminia che prosegue per Spoleto fino a Roma.

### Ferrovie
La località è servita sia dai treni di Trenitalia sia da quelli di Ferrovia Centrale Umbra s.r.l. (oggi assorbita dal gruppo FS). La stazione di Ponte San Giovanni, infatti, si trova sulla Ferrovia Centrale Umbra e sulla Terontola-Foligno. Le quattro diramazioni (per Terni, Perugia Sant'Anna, Perugia Centrale e Sansepolcro) rendono il quartiere di Ponte San Giovanni un importante snodo ferroviario. Anche nel territorio di Balanzano è presente una piccola stazione lungo la Ferrovia Centrale Umbra, la stazione di Balanzano.

## Sport
La squadra di calcio locale, la Pontevecchio, nel corso degli anni è emersa come la seconda realtà calcistica di Perugia. Fondata nel 1945, disputa il campionato di Eccellenza Umbra; nella stagione 2006-2007 ha conquistato il suo più importante trofeo, la Coppa Italia Dilettanti.
Ogni anno, nel mese settembre vi si svolge la Maratonina del Campanile, gara podistica di mezza maratona nota a livello nazionale.
Dal 1994 a oggi, ogni 1º maggio vi viene organizzata la corsa ciclistica di medio-fondo (circa 130 km) denominata Valli Francescane.

### Associazioni sportive
- Associazione Sportiva Dilettantistica Pontevecchiopontevecchio basket

### Impianti sportivi
- Stadio comunale "Ornari", ex "Olinto Bianchi" (calcio)
- Piscina comunale coperta (nuoto)
- Centro di Vita Associativa (scherma, pallavolo)
- PalaCestellini (basket, ponte vecchio e val di ceppo basket}
- Percorso verde Ponte San Giovanni-Villa Pitignano (jogging, ciclismo)
- Pista ciclabile Ponte San Giovanni-Balanzano (jogging e ciclismo)